# Joan de Brienne

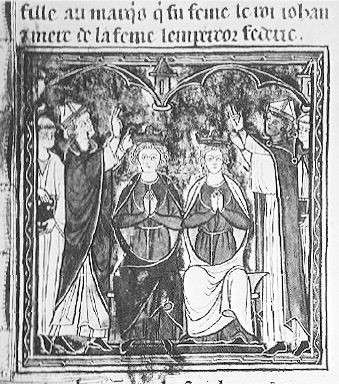
Coronació de Joan de Brienne com a Rei de Jerusalem amb Maria de Montferrat, a finals del s.XIII, al MS Histoire d'Outremer pintat a Acre. (Biblioteca Medicea-Laurenziana, Florència).

Joan I de Brienne (nascut cap a 1170/1175 - mort el 27 de maç de 1237 a Constantinoble fou rei de Jerusalem de 1210 a 1225, i després emperador llatí de 1229 a 1237. Era fill segon d'Erard II de Brienne, comte de Brienne i d'Agnès de Montfaucon o de Montbéliard/Montpelgard (vers 1150 - + després de 1199)

## Biografia

Escut d'armes de Joan de Brienne : d'atzur amb lleó d'or armat i llenguat de gules

El seu pare el destinava a una carrera eclesiàstica, però tenia passió de les armes i va fugir a Clairvaux, on un dels seus oncles es va encarregar d'ell. Es va fer cavaller i es va cobrir d'honor participant en nombrosos tornejos. Fou ràpidament considerat com el cavaller més valerós de la seva època. Havent participat probablement el 28 de novembre de 1199 al torneig d'Ecry-sobre-Aisne, es va unir a la quarta croada amb el seu germà Gualter III de Brienne. Joan de Brienne va participar en la presa de Constantinoble el 1204.
Però aquesta participació en la quarta croada és qüestionada, ja que Gualter III de Brienne, casat el 1200 amb Elvira, filla del comte Tancred de Lecce, reivindicava el regne de Sicília contra els Hohenstaufen i els va combatre de 1201 a la seva mort el 1205, i s'entén malament per què hauria abandonat aquest combat i deixat el camp lliure als Hohenstaufen. Després de 1205, Joan de Brienne va haver de cedir enfront de Frederic II Hohenstaufen i va tornar a França amb el seu nebot Gualter IV de Brienne. Potser va fer com el seu cosí Gualter de Montbéliard, que es va unir a la quarta croada abans de deixar-la per sostenir Gualter III. Segons la Cançó de la Croada, va participar en la croada albigesa i fou present al setge de Besiers el 1209.

### Rei de Jerusalem

El regne de Jerusalem, del 1196 al 1205

El 1208, Maria de Montferrat reina de Jerusalem tenia disset anys, i el regent Joan d'Ibelin i a més el seu oncle pensava a trobar-li un marit. Després d'haver deliberat a Sant Joan d'Acre, el consell dels barons va decidir demanar consell a Felip August, rei de França. Gualter de Florència, bisbe d'Acre, i Aymar de Lairon, senyor de Cesarea, foren enviats al rei, el qual els va proposar a Joan de Brienne. L'Estoire d'Eraclée suggereix que el rei volia separar-se d'un cavaller del qual Blanca de Castella, esposa del príncep hereu, estava enamorada, i relata la decepció dels barons amb la vinguda d'un senyor que havia arribat als quaranta anys, però la continuació mostra que la tria del rei de França fou malgrat tot encertada. Havia ensenyat abans les seves qualitats de saviesa i de valentia, i la seva pobresa fou compensada pels donatius de Felip August i del papa Innocenci III que li donaren cadascun quaranta mil llibres de turneses. Arribat a Acre el setembre 1210, es va casar amb Maria de Montferrat el 14 de setembre i fou consagrat rei amb la seva esposa el 3 d'octubre.
Poc abans, el setembre, la treva negociada el 1204 entre Al-Àdil I i Amauri II de Lusignan va arribar al seu venciment i els templaris decidiren reprendre les hostilitats. Sense el suport d'una croada, els llatins d'Orient no van poder resistir a les forces musulmanes, que van incendiar la rodalia de Sant Joan d'Acre. Però Joan de Brienne va aconseguir refrenar l'ardor bel·licós dels templaris i va negociar una nova treva amb Al-Àdil I el juliol de 1211 per a una durada de sis anys, durant els quals els templers combatrien pel príncep d'Antioquia per reprendre la seva ciutadella de Baghrâs que Saladin els havia arrabassat. Pel seu costat, els Hospitalaris van donar ajuda al rei Lleó II d'Armènia Menor contra el Soldanat de Rum. Maria de Montferrat va morir poc després d'haver donat a llum una noia Violant o Iolanda de Brienne (més tard coneguda com a Isabel), però els barons van acceptar a Joan de Brienne com a bayle del regne, és a dir regent.
A Occident, el papa Innocenci III comença a predicar una cinquena croada, des de l'Concili del Laterà IV el 1215. Va morir el 16 de gener 1216, però el seu successor Honori III va continuar els seus projectes. Una croada va marxar sota la direcció del rei Andreu II d'Hongria i del duc Leopold VI d'Àustria, i va desembarcar a Acre el setembre de 1217. L'objectiu escollit fou una ciutadella que el sultà Malik al-Adel acabava de construir sobre el Mont Tabor i qui controlava la Galilea i la Samària. La ciutadella fou assetjada en va del 29 de novembre al 7 de desembre de 1217. Sembla que als croats els va faltar perseverança. Al capdavant d'un petit destacament, un príncep hongarès va intentar llavors prendre el castell de Shaqîf Arnûn (Beaufort) al Marj Ayun, encara que el comte de Sidon li va desaconsellar tal empresa, i el seu exèrcit fou destruït pels muntanyencs. Després l'exèrcit hongarès va tornar al seu país el gener de 1218. Per la seva part, Joan de Brienne va fer fortificar Cesarea.

El delta oriental del Nil.

D'altres crouats, venint de regnes més occidentals, continuaren arribant a Terra Santa i Joan de Brienne, que havia comprès la inutilitat d'atacar i assetjar directament Jerusalem, va decidir atacar ports egipcis, Alexandria o Damiata, per negociar llavors l'intercanvi d'aquest port contra Jerusalem. La flota franca va desembarcar davant Damiata el 29 de maig de 1218, aconseguint forçar el pas sobre el Nil el 24 d'agost de 1218. Malik al-Adil va morir el 31 d'agost. Els seus fills el van succeir, Malik al-Kamil a Egipte i Malik al-Mu'azzam a Síria.
El 29 d'agost de 1218, al-Mu'azzam va intentar fer diversió prenent i destruint Cesarea, però sense èxit. Al final del mes de setembre, el llegat Pelagi Galvani va arribar a Damiata i va demanar la direcció de la croada. El 9 d'octubre, al-Kamil va intentar un atac al camp dels croats però fou rebutjat. De resultes d'un complot, va abandonar el seu camp el 4 de febrer de 1219, i el seu exèrcit es va dispersar. Preveient la cessió de Jerusalem als croats, al-Mu'azzam va emprendre el març de 1219 el desmantellament de les fortificacions de la ciutat. Per dues vegades, el maig i el setembre, al-Kamil va proposar als croats la ciutat de Jerusalem contra l'aixecament del setge de Damiata, però Pelagi va rebutjar cada vegada l'oferta per fanatisme. Damiata fou presa pels croats el 5 de novembre de 1219. Joan de Brienne es va negar a continuar la croada i amb el seu exèrcit va abandonar Damiata el març de 1220. El juliol de 1221 l'exèrcit croat restant va decidir de marxar sobre el Caire; però fou bloquejat per la crescuda del Nil, i va haver de lliurar Damiata a canvi de la seva llibertat.
Després del fracàs d'aquesta cinquena croada, Joan de Brienne va concloure amb al-Kamil una treva de set anys. Va decidir anar a Itàlia per tal de discutir amb els principals sobirans la sort dels estats llatins d'Orient. Desembarcat a Bríndisi l'octubre de 1222, va trobar al papa Innocenci III, al qual es va queixar del comportament del llegat Pelagi que havia fet encallar la croada per la seva intransigència. El papa li va donar la raó, i després li va proposar el matrimoni de la princesa hereva Isabel amb l'emperador Frederic II. Aquest últim estava interessat pel projecte, que li permetia esbossar un imperi mediterrani, mentre que Joan de Brienne va apreciar la possibilitat de beneficiar-se de les tropes germàniques. Felip August, a qui llavors Joan de Brienne va retre visita, ho va apreciar menys i va retreure a Brienne d'haver-se deixat manipulat. Una esquadra imperial va anar a buscar a la promesa l'agost de 1225, i el matrimoni fou celebrat a Bríndisi el 9 de novembre de 1225. L'endemà, Frederic va desposseir a Joan de Brienne de la baile del regne. Escandalitzat per aquesta maniobra que les negociacions del matrimoni no deixaven presagiar, i també per la violació de la qual Frederic II fou culpable amb una de les cosines d'Isabel, Joan de Brienne va deixar definitivament el regne de Jerusalem.
Durant l'absència de Frederic, embarcat en la Sisena Croada, Rainald d'Urslingen va intentar recuperar el Ducat de Spoleto amb les armes, mentre que les tropes alemanyes baixaven per defensar Sicília i el papa Gregori IX va enviar dos exèrcits sota el comandament de Joan de Brienne al territori en disputa a finals de 1228 i un altre exèrcit al Regne de Sicília el gener de 1229. Quan Frederic va tornar a Itàlia després de la Sisena Croada, va trobar moltes ciutats que donaven suport al papa i va aconseguir superar les forces papals, però va considerar oportú reconciliar-se amb el papa i amb la pau de San Germano del 23 de juliol de 1230 es va comprometre a renunciar a les violacions que havien portat a l'excomunió, a retornar els béns robats als monestirs i esglésies i a reconèixer el vassallatge de Sicília al papa. D'altra banda, el papa no va poder ignorar l'objectiu aconseguit per Frederic a Terra Santa i el 28 d'agost següent va retirar l'excomunió: l'1 de setembre, papa i emperador es van reunir a Anagni, arribant a un acord.

### Emperador Llatí de Constantinople

L'Imperi Llatí el 1230

La mort de Robert I de Courtenay el gener de 1228, col·loca sobre el tron de Constantinoble a un nen d'onze anys, Balduí II de Courtenay. Els barons pensaven en principi a confiar la regència a Ivan Asen II, tsar dels búlgars, però canviaren d'opinió, tement la potència d'aquest últim. Proposaren llavors la regència a Joan de Brienne, que ho va acceptar, a la condició de ser associat al tron. Fou coronat emperador a la seva arribada a Constantinoble el 1231. L'Imperi Llatí es reduïa aleshores a Constantinoble i els seus voltants, i sota la triple amenaça de l'imperi de Nicea, del despotat de l'Epir i dels búlgars. El 1235, l'emperador de Nicea i el tsar búlgar (Ivan II Asen de Bulgària i Joan III Ducas Vatatzes de Nicea). van assetjar Constantinoble, quan no hi havia més de 160 cavallers. Però els venecians, tement la pèrdua dels seus avantatges comercials, els van ajudar i la ciutat va resistir. La flota veneciana dominava el mar, i els assetjadors s'acabaren desanimant.
Joan de Brienne va morir l'any següent, el 23 de març de 1237. Va deixar diversos fills, però el tron imperial corresponia a Balduí II.

## Ascendència
|  |                                  |  |  |  |  |  |  |  |  |  |  |  |  |  |  |  |  |  |  |
|  | 32. Engelbert IV de Brienne      |  |  |  |  |  |  |  |  |  |  |  |  |  |  |  |  |  |  |
|  |                                  |  |  |  |  |  |  |  |  |  |  |  |  |  |  |  |  |  |  |
|  |                                  |  |  |  |  |  |  |  |  |  |  |  |  |  |  |  |  |  |  |
|  | 16. Gualter I de Brienne         |  |  |  |  |  |  |  |  |  |  |  |  |  |  |  |  |  |  |
|  |                                  |  |  |  |  |  |  |  |  |  |  |  |  |  |  |  |  |  |  |
|  |                                  |  |  |  |  |  |  |  |  |  |  |  |  |  |  |  |  |  |  |
|  | 33. Peronella de Joigny          |  |  |  |  |  |  |  |  |  |  |  |  |  |  |  |  |  |  |
|  |                                  |  |  |  |  |  |  |  |  |  |  |  |  |  |  |  |  |  |  |
|  |                                  |  |  |  |  |  |  |  |  |  |  |  |  |  |  |  |  |  |  |
|  | 8. Érard I de Brienne            |  |  |  |  |  |  |  |  |  |  |  |  |  |  |  |  |  |  |
|  |                                  |  |  |  |  |  |  |  |  |  |  |  |  |  |  |  |  |  |  |
|  |                                  |  |  |  |  |  |  |  |  |  |  |  |  |  |  |  |  |  |  |
|  | 34. Miló de Tonnerre             |  |  |  |  |  |  |  |  |  |  |  |  |  |  |  |  |  |  |
|  |                                  |  |  |  |  |  |  |  |  |  |  |  |  |  |  |  |  |  |  |
|  |                                  |  |  |  |  |  |  |  |  |  |  |  |  |  |  |  |  |  |  |
|  | 17. Eustaquia de Tonnerre        |  |  |  |  |  |  |  |  |  |  |  |  |  |  |  |  |  |  |
|  |                                  |  |  |  |  |  |  |  |  |  |  |  |  |  |  |  |  |  |  |
|  |                                  |  |  |  |  |  |  |  |  |  |  |  |  |  |  |  |  |  |  |
|  | 35. Azéka de Woèvre              |  |  |  |  |  |  |  |  |  |  |  |  |  |  |  |  |  |  |
|  |                                  |  |  |  |  |  |  |  |  |  |  |  |  |  |  |  |  |  |  |
|  |                                  |  |  |  |  |  |  |  |  |  |  |  |  |  |  |  |  |  |  |
|  | 4. Gualter II de Brienne         |  |  |  |  |  |  |  |  |  |  |  |  |  |  |  |  |  |  |
|  |                                  |  |  |  |  |  |  |  |  |  |  |  |  |  |  |  |  |  |  |
|  |                                  |  |  |  |  |  |  |  |  |  |  |  |  |  |  |  |  |  |  |
|  | 36. Hilduí IV de Montdidier      |  |  |  |  |  |  |  |  |  |  |  |  |  |  |  |  |  |  |
|  |                                  |  |  |  |  |  |  |  |  |  |  |  |  |  |  |  |  |  |  |
|  |                                  |  |  |  |  |  |  |  |  |  |  |  |  |  |  |  |  |  |  |
|  | 18. Andreu de Montdidier-Roucy   |  |  |  |  |  |  |  |  |  |  |  |  |  |  |  |  |  |  |
|  |                                  |  |  |  |  |  |  |  |  |  |  |  |  |  |  |  |  |  |  |
|  |                                  |  |  |  |  |  |  |  |  |  |  |  |  |  |  |  |  |  |  |
|  | 37. Alix de Roucy                |  |  |  |  |  |  |  |  |  |  |  |  |  |  |  |  |  |  |
|  |                                  |  |  |  |  |  |  |  |  |  |  |  |  |  |  |  |  |  |  |
|  |                                  |  |  |  |  |  |  |  |  |  |  |  |  |  |  |  |  |  |  |
|  | 9. Alix de Roucy-Ramerupt        |  |  |  |  |  |  |  |  |  |  |  |  |  |  |  |  |  |  |
|  |                                  |  |  |  |  |  |  |  |  |  |  |  |  |  |  |  |  |  |  |
|  |                                  |  |  |  |  |  |  |  |  |  |  |  |  |  |  |  |  |  |  |
|  | 38.                              |  |  |  |  |  |  |  |  |  |  |  |  |  |  |  |  |  |  |
|  |                                  |  |  |  |  |  |  |  |  |  |  |  |  |  |  |  |  |  |  |
|  |                                  |  |  |  |  |  |  |  |  |  |  |  |  |  |  |  |  |  |  |
|  | 19. Adelaida                     |  |  |  |  |  |  |  |  |  |  |  |  |  |  |  |  |  |  |
|  |                                  |  |  |  |  |  |  |  |  |  |  |  |  |  |  |  |  |  |  |
|  |                                  |  |  |  |  |  |  |  |  |  |  |  |  |  |  |  |  |  |  |
|  | 39.                              |  |  |  |  |  |  |  |  |  |  |  |  |  |  |  |  |  |  |
|  |                                  |  |  |  |  |  |  |  |  |  |  |  |  |  |  |  |  |  |  |
|  |                                  |  |  |  |  |  |  |  |  |  |  |  |  |  |  |  |  |  |  |
|  | 2. Érard II de Brienne           |  |  |  |  |  |  |  |  |  |  |  |  |  |  |  |  |  |  |
|  |                                  |  |  |  |  |  |  |  |  |  |  |  |  |  |  |  |  |  |  |
|  |                                  |  |  |  |  |  |  |  |  |  |  |  |  |  |  |  |  |  |  |
|  | 40.                              |  |  |  |  |  |  |  |  |  |  |  |  |  |  |  |  |  |  |
|  |                                  |  |  |  |  |  |  |  |  |  |  |  |  |  |  |  |  |  |  |
|  |                                  |  |  |  |  |  |  |  |  |  |  |  |  |  |  |  |  |  |  |
|  | 20.                              |  |  |  |  |  |  |  |  |  |  |  |  |  |  |  |  |  |  |
|  |                                  |  |  |  |  |  |  |  |  |  |  |  |  |  |  |  |  |  |  |
|  |                                  |  |  |  |  |  |  |  |  |  |  |  |  |  |  |  |  |  |  |
|  | 41.                              |  |  |  |  |  |  |  |  |  |  |  |  |  |  |  |  |  |  |
|  |                                  |  |  |  |  |  |  |  |  |  |  |  |  |  |  |  |  |  |  |
|  |                                  |  |  |  |  |  |  |  |  |  |  |  |  |  |  |  |  |  |  |
|  | 10.                              |  |  |  |  |  |  |  |  |  |  |  |  |  |  |  |  |  |  |
|  |                                  |  |  |  |  |  |  |  |  |  |  |  |  |  |  |  |  |  |  |
|  |                                  |  |  |  |  |  |  |  |  |  |  |  |  |  |  |  |  |  |  |
|  | 42.                              |  |  |  |  |  |  |  |  |  |  |  |  |  |  |  |  |  |  |
|  |                                  |  |  |  |  |  |  |  |  |  |  |  |  |  |  |  |  |  |  |
|  |                                  |  |  |  |  |  |  |  |  |  |  |  |  |  |  |  |  |  |  |
|  | 21.                              |  |  |  |  |  |  |  |  |  |  |  |  |  |  |  |  |  |  |
|  |                                  |  |  |  |  |  |  |  |  |  |  |  |  |  |  |  |  |  |  |
|  |                                  |  |  |  |  |  |  |  |  |  |  |  |  |  |  |  |  |  |  |
|  | 43.                              |  |  |  |  |  |  |  |  |  |  |  |  |  |  |  |  |  |  |
|  |                                  |  |  |  |  |  |  |  |  |  |  |  |  |  |  |  |  |  |  |
|  |                                  |  |  |  |  |  |  |  |  |  |  |  |  |  |  |  |  |  |  |
|  | 5.                               |  |  |  |  |  |  |  |  |  |  |  |  |  |  |  |  |  |  |
|  |                                  |  |  |  |  |  |  |  |  |  |  |  |  |  |  |  |  |  |  |
|  |                                  |  |  |  |  |  |  |  |  |  |  |  |  |  |  |  |  |  |  |
|  | 44.                              |  |  |  |  |  |  |  |  |  |  |  |  |  |  |  |  |  |  |
|  |                                  |  |  |  |  |  |  |  |  |  |  |  |  |  |  |  |  |  |  |
|  |                                  |  |  |  |  |  |  |  |  |  |  |  |  |  |  |  |  |  |  |
|  | 22.                              |  |  |  |  |  |  |  |  |  |  |  |  |  |  |  |  |  |  |
|  |                                  |  |  |  |  |  |  |  |  |  |  |  |  |  |  |  |  |  |  |
|  |                                  |  |  |  |  |  |  |  |  |  |  |  |  |  |  |  |  |  |  |
|  | 45.                              |  |  |  |  |  |  |  |  |  |  |  |  |  |  |  |  |  |  |
|  |                                  |  |  |  |  |  |  |  |  |  |  |  |  |  |  |  |  |  |  |
|  |                                  |  |  |  |  |  |  |  |  |  |  |  |  |  |  |  |  |  |  |
|  | 11.                              |  |  |  |  |  |  |  |  |  |  |  |  |  |  |  |  |  |  |
|  |                                  |  |  |  |  |  |  |  |  |  |  |  |  |  |  |  |  |  |  |
|  |                                  |  |  |  |  |  |  |  |  |  |  |  |  |  |  |  |  |  |  |
|  | 46.                              |  |  |  |  |  |  |  |  |  |  |  |  |  |  |  |  |  |  |
|  |                                  |  |  |  |  |  |  |  |  |  |  |  |  |  |  |  |  |  |  |
|  |                                  |  |  |  |  |  |  |  |  |  |  |  |  |  |  |  |  |  |  |
|  | 23.                              |  |  |  |  |  |  |  |  |  |  |  |  |  |  |  |  |  |  |
|  |                                  |  |  |  |  |  |  |  |  |  |  |  |  |  |  |  |  |  |  |
|  |                                  |  |  |  |  |  |  |  |  |  |  |  |  |  |  |  |  |  |  |
|  | 47.                              |  |  |  |  |  |  |  |  |  |  |  |  |  |  |  |  |  |  |
|  |                                  |  |  |  |  |  |  |  |  |  |  |  |  |  |  |  |  |  |  |
|  |                                  |  |  |  |  |  |  |  |  |  |  |  |  |  |  |  |  |  |  |
|  | 1. Joan de Brienne               |  |  |  |  |  |  |  |  |  |  |  |  |  |  |  |  |  |  |
|  |                                  |  |  |  |  |  |  |  |  |  |  |  |  |  |  |  |  |  |  |
|  |                                  |  |  |  |  |  |  |  |  |  |  |  |  |  |  |  |  |  |  |
|  | 48. Ricard I de Montfaucon       |  |  |  |  |  |  |  |  |  |  |  |  |  |  |  |  |  |  |
|  |                                  |  |  |  |  |  |  |  |  |  |  |  |  |  |  |  |  |  |  |
|  |                                  |  |  |  |  |  |  |  |  |  |  |  |  |  |  |  |  |  |  |
|  | 24. Amadeu I de Montfaucon       |  |  |  |  |  |  |  |  |  |  |  |  |  |  |  |  |  |  |
|  |                                  |  |  |  |  |  |  |  |  |  |  |  |  |  |  |  |  |  |  |
|  |                                  |  |  |  |  |  |  |  |  |  |  |  |  |  |  |  |  |  |  |
|  | 49. ? de Basilea                 |  |  |  |  |  |  |  |  |  |  |  |  |  |  |  |  |  |  |
|  |                                  |  |  |  |  |  |  |  |  |  |  |  |  |  |  |  |  |  |  |
|  |                                  |  |  |  |  |  |  |  |  |  |  |  |  |  |  |  |  |  |  |
|  | 12. Ricard II de Montfaucon      |  |  |  |  |  |  |  |  |  |  |  |  |  |  |  |  |  |  |
|  |                                  |  |  |  |  |  |  |  |  |  |  |  |  |  |  |  |  |  |  |
|  |                                  |  |  |  |  |  |  |  |  |  |  |  |  |  |  |  |  |  |  |
|  | 50. Ulric I de Neuenburg         |  |  |  |  |  |  |  |  |  |  |  |  |  |  |  |  |  |  |
|  |                                  |  |  |  |  |  |  |  |  |  |  |  |  |  |  |  |  |  |  |
|  |                                  |  |  |  |  |  |  |  |  |  |  |  |  |  |  |  |  |  |  |
|  | 25. ? de Neuenburg               |  |  |  |  |  |  |  |  |  |  |  |  |  |  |  |  |  |  |
|  |                                  |  |  |  |  |  |  |  |  |  |  |  |  |  |  |  |  |  |  |
|  |                                  |  |  |  |  |  |  |  |  |  |  |  |  |  |  |  |  |  |  |
|  | 51.                              |  |  |  |  |  |  |  |  |  |  |  |  |  |  |  |  |  |  |
|  |                                  |  |  |  |  |  |  |  |  |  |  |  |  |  |  |  |  |  |  |
|  |                                  |  |  |  |  |  |  |  |  |  |  |  |  |  |  |  |  |  |  |
|  | 6. Amadeu II de Montfaucon       |  |  |  |  |  |  |  |  |  |  |  |  |  |  |  |  |  |  |
|  |                                  |  |  |  |  |  |  |  |  |  |  |  |  |  |  |  |  |  |  |
|  |                                  |  |  |  |  |  |  |  |  |  |  |  |  |  |  |  |  |  |  |
|  | 52. Thierry I de Montbéliard     |  |  |  |  |  |  |  |  |  |  |  |  |  |  |  |  |  |  |
|  |                                  |  |  |  |  |  |  |  |  |  |  |  |  |  |  |  |  |  |  |
|  |                                  |  |  |  |  |  |  |  |  |  |  |  |  |  |  |  |  |  |  |
|  | 26. Thierry II de Montbéliard    |  |  |  |  |  |  |  |  |  |  |  |  |  |  |  |  |  |  |
|  |                                  |  |  |  |  |  |  |  |  |  |  |  |  |  |  |  |  |  |  |
|  |                                  |  |  |  |  |  |  |  |  |  |  |  |  |  |  |  |  |  |  |
|  | 53. Ermentruda de Borgonya       |  |  |  |  |  |  |  |  |  |  |  |  |  |  |  |  |  |  |
|  |                                  |  |  |  |  |  |  |  |  |  |  |  |  |  |  |  |  |  |  |
|  |                                  |  |  |  |  |  |  |  |  |  |  |  |  |  |  |  |  |  |  |
|  | 13. Sofia de Montbéliard         |  |  |  |  |  |  |  |  |  |  |  |  |  |  |  |  |  |  |
|  |                                  |  |  |  |  |  |  |  |  |  |  |  |  |  |  |  |  |  |  |
|  |                                  |  |  |  |  |  |  |  |  |  |  |  |  |  |  |  |  |  |  |
|  | 54. Otó II d'Habsburg            |  |  |  |  |  |  |  |  |  |  |  |  |  |  |  |  |  |  |
|  |                                  |  |  |  |  |  |  |  |  |  |  |  |  |  |  |  |  |  |  |
|  |                                  |  |  |  |  |  |  |  |  |  |  |  |  |  |  |  |  |  |  |
|  | 27. Gertrudis d'Habsbourg        |  |  |  |  |  |  |  |  |  |  |  |  |  |  |  |  |  |  |
|  |                                  |  |  |  |  |  |  |  |  |  |  |  |  |  |  |  |  |  |  |
|  |                                  |  |  |  |  |  |  |  |  |  |  |  |  |  |  |  |  |  |  |
|  | 55. Ida de Ferrette              |  |  |  |  |  |  |  |  |  |  |  |  |  |  |  |  |  |  |
|  |                                  |  |  |  |  |  |  |  |  |  |  |  |  |  |  |  |  |  |  |
|  |                                  |  |  |  |  |  |  |  |  |  |  |  |  |  |  |  |  |  |  |
|  | 3. Agnès de Montfaucon           |  |  |  |  |  |  |  |  |  |  |  |  |  |  |  |  |  |  |
|  |                                  |  |  |  |  |  |  |  |  |  |  |  |  |  |  |  |  |  |  |
|  |                                  |  |  |  |  |  |  |  |  |  |  |  |  |  |  |  |  |  |  |
|  | 56. Geoffroy I de Joinville      |  |  |  |  |  |  |  |  |  |  |  |  |  |  |  |  |  |  |
|  |                                  |  |  |  |  |  |  |  |  |  |  |  |  |  |  |  |  |  |  |
|  |                                  |  |  |  |  |  |  |  |  |  |  |  |  |  |  |  |  |  |  |
|  | 28. Geoffroy II de Joinville     |  |  |  |  |  |  |  |  |  |  |  |  |  |  |  |  |  |  |
|  |                                  |  |  |  |  |  |  |  |  |  |  |  |  |  |  |  |  |  |  |
|  |                                  |  |  |  |  |  |  |  |  |  |  |  |  |  |  |  |  |  |  |
|  | 57. Blanca                       |  |  |  |  |  |  |  |  |  |  |  |  |  |  |  |  |  |  |
|  |                                  |  |  |  |  |  |  |  |  |  |  |  |  |  |  |  |  |  |  |
|  |                                  |  |  |  |  |  |  |  |  |  |  |  |  |  |  |  |  |  |  |
|  | 14. Roger I de Joinville         |  |  |  |  |  |  |  |  |  |  |  |  |  |  |  |  |  |  |
|  |                                  |  |  |  |  |  |  |  |  |  |  |  |  |  |  |  |  |  |  |
|  |                                  |  |  |  |  |  |  |  |  |  |  |  |  |  |  |  |  |  |  |
|  | 58. Josselí I de Courtenay       |  |  |  |  |  |  |  |  |  |  |  |  |  |  |  |  |  |  |
|  |                                  |  |  |  |  |  |  |  |  |  |  |  |  |  |  |  |  |  |  |
|  |                                  |  |  |  |  |  |  |  |  |  |  |  |  |  |  |  |  |  |  |
|  | 29. Hodierna de Courtenay        |  |  |  |  |  |  |  |  |  |  |  |  |  |  |  |  |  |  |
|  |                                  |  |  |  |  |  |  |  |  |  |  |  |  |  |  |  |  |  |  |
|  |                                  |  |  |  |  |  |  |  |  |  |  |  |  |  |  |  |  |  |  |
|  | 59. Hildegarda de Gâtinais       |  |  |  |  |  |  |  |  |  |  |  |  |  |  |  |  |  |  |
|  |                                  |  |  |  |  |  |  |  |  |  |  |  |  |  |  |  |  |  |  |
|  |                                  |  |  |  |  |  |  |  |  |  |  |  |  |  |  |  |  |  |  |
|  | 7. Beatriu de Grandson-Joinville |  |  |  |  |  |  |  |  |  |  |  |  |  |  |  |  |  |  |
|  |                                  |  |  |  |  |  |  |  |  |  |  |  |  |  |  |  |  |  |  |
|  |                                  |  |  |  |  |  |  |  |  |  |  |  |  |  |  |  |  |  |  |
|  | 60. Guiu II de Vignory           |  |  |  |  |  |  |  |  |  |  |  |  |  |  |  |  |  |  |
|  |                                  |  |  |  |  |  |  |  |  |  |  |  |  |  |  |  |  |  |  |
|  |                                  |  |  |  |  |  |  |  |  |  |  |  |  |  |  |  |  |  |  |
|  | 30. Guiu III de Vignory          |  |  |  |  |  |  |  |  |  |  |  |  |  |  |  |  |  |  |
|  |                                  |  |  |  |  |  |  |  |  |  |  |  |  |  |  |  |  |  |  |
|  |                                  |  |  |  |  |  |  |  |  |  |  |  |  |  |  |  |  |  |  |
|  | 61. Hildegarda de Bar            |  |  |  |  |  |  |  |  |  |  |  |  |  |  |  |  |  |  |
|  |                                  |  |  |  |  |  |  |  |  |  |  |  |  |  |  |  |  |  |  |
|  |                                  |  |  |  |  |  |  |  |  |  |  |  |  |  |  |  |  |  |  |
|  | 15. Aldearda de Vignory          |  |  |  |  |  |  |  |  |  |  |  |  |  |  |  |  |  |  |
|  |                                  |  |  |  |  |  |  |  |  |  |  |  |  |  |  |  |  |  |  |
|  |                                  |  |  |  |  |  |  |  |  |  |  |  |  |  |  |  |  |  |  |
|  | 62. Enric I Donzel,              |  |  |  |  |  |  |  |  |  |  |  |  |  |  |  |  |  |  |
|  |                                  |  |  |  |  |  |  |  |  |  |  |  |  |  |  |  |  |  |  |
|  |                                  |  |  |  |  |  |  |  |  |  |  |  |  |  |  |  |  |  |  |
|  | 31. Beatriu de Borgonya          |  |  |  |  |  |  |  |  |  |  |  |  |  |  |  |  |  |  |
|  |                                  |  |  |  |  |  |  |  |  |  |  |  |  |  |  |  |  |  |  |
|  |                                  |  |  |  |  |  |  |  |  |  |  |  |  |  |  |  |  |  |  |
|  | 63. Sibilla de Barcelona         |  |  |  |  |  |  |  |  |  |  |  |  |  |  |  |  |  |  |
|  |                                  |  |  |  |  |  |  |  |  |  |  |  |  |  |  |  |  |  |  |
|  |                                  |  |  |  |  |  |  |  |  |  |  |  |  |  |  |  |  |  |  |

## Matrimonis i fills
Es va casar el 1210 (quan tenia uns quaranta anys) amb Maria de Montferrat (1191 † 1212), reina de Jerusalem, filla de Conrad de Montferrat i d'Isabel I de Jerusalem, rei i reina de Jerusalem, que va donar a llum a:
- Violant o Iolanda de Brienne, coneguda com a Isabel II (1211 † 1228), reina de Jerusalem, casada amb Frederic II, emperador germànic.

Vidu, es va casar de nou el 1214 amb Rita d'Armènia (després de 1195 † 1220), filla de Lleó II, rei d'Armènia Menor i d'Isabel, que va donar a llum a:
- Joan (1216 † 1220).

Altre cop vidu, es va casar de nou el 1224 amb Berenguera de Lleó, filla del rei Alfons IX de Lleó i de Berenguera de Castella. D'aquest tercer matrimoni, va tenir a:
- Alfonse dit d'Acre, comte d'Eu, (vers 1225 † 1270)
- Lluís de Brienne, dit Lluís d'Acre, (vers 1225 - vers 1297/1301), casat amb Agnès de Beaumont, vescomtessa de Beaumont-au-Maine, Fresnay i Sainte-Suzanne
- Joan de Brienna, dit d'Acre, († 1296) boteller de França, casat el 1251/1252 amb Maria de Coucy, vídua del roi Alexandre II d'Escòcia dit el Pacífic.
- Maria de Brienne (1225 † 1275), casada el 1234 amb Balduí II de Courtenay (1218 † 1273), emperador llatí de Constantinople i marcgravi de Namur.

## Poeta
Joan de Brienne fou també un exponent de l'Escola Siciliana del rei Frederic II. Se'n conserva un descort, Donna, audite como, on tracta refinadament la temàtica amorosa.